# La Reforma, Tihuatlán
La Reforma är en ort i Mexiko.   Den ligger i kommunen Tihuatlán och delstaten Veracruz, i den sydöstra delen av landet, 210 km nordost om huvudstaden Mexico City. La Reforma ligger 72 meter över havet och antalet invånare är 210.
Terrängen runt La Reforma är platt. Runt La Reforma är det ganska tätbefolkat, med 179 invånare per kvadratkilometer. Närmaste större samhälle är Poza Rica de Hidalgo, 19,0 km sydost om La Reforma. Trakten runt La Reforma består till största delen av jordbruksmark.